# آروید اندرشون
آروید اندرشون (انگلیسی: Arvid Andersson؛ ۹ ژوئیه ۱۸۸۱ – ۷ اوت ۱۹۵۶) ورزشکار طناب‌کشی اهل سوئد بود.
وی در مسابقات کشوری و بین‌المللی در مجموع برندهٔ ۱ مدال طلا شده‌است.